# Ozon, Hautes-Pyrénées
Ozon är en kommun i departementet Hautes-Pyrénées i regionen Occitanien i sydvästra Frankrike. Kommunen ligger i kantonen Tournay som tillhör arrondissementet Tarbes. År 2022 hade Ozon 243 invånare.

## Befolkningsutveckling
Antalet invånare i kommunen Ozon
| Referens: INSEE |